# 1,1,3,3-Тетраметилгуанидин
1,1,3,3-Тетраметилгуанидин (англ. 1,1,3,3-Tetramethylguanidin, англ. TMG) — химикат, производное гуанидина. Сильное органическое основание с показателем pKa=13.0±1.0.

## Получение
Впервые был получен с помощью S-метилирования и аминированием тетраметилтиомочевины.
Альтернативные способы начинаются с цианида иода. Запатентован эффективный способ получения из гидрохлорида диметиламина и диметилцианамида.

## Применение
Используется в качестве сравнительно недорогого не-нуклеофильного основания при алкилировании, а также как катализатор при производстве полиуретана. Из-за лёгкой доступности использовался как прекурсор при синтезе для исследовательских целей вещества, аналогичного одному из отравляющих веществ из семейства «Новичок».